# Ronde van Italië 2020/Negende etappe
De negende etappe van de Ronde van Italië 2020 werd verreden op 11 oktober tussen San Salvo en Roccaraso. 
| San Salvo – Roccaraso (208,0 km) |                      |                       |          |
| Plaats                           | Naam                 | Ploeg                 | Tijd     |
| 1                                | Ruben Guerreiro      | EF Education First    | 5u41'20" |
| 2                                | Jonathan Castroviejo | Team INEOS Grenadiers | + 8"     |
| 3                                | Mikkel Bjerg         | UAE Team Emirates     | + 58"    |
| 4                                | Kilian Frankiny      | Groupama-FDJ          | + 1'16"  |
| 5                                | Lawrence Warbasse    | AG2R La Mondiale      | z.t.     |
| 6                                | Tao Geoghegan Hart   | Team INEOS Grenadiers | + 1'19"  |
| 7                                | Lucas Hamilton       | Mitchelton-Scott      | + 1'32"  |
| 8                                | Wilco Kelderman      | Team Sunweb           | + 1'38"  |
| 9                                | Jakob Fuglsang       | Astana Pro Team       | z.t.     |
| 10                               | Jai Hindley          | Team Sunweb           | z.t.     |
|                                  |                      |                       |          |
| 23                               | Harm Vanhoucke       | Lotto Soudal          | + 1'59"  |

| Algemeen klassement |                    |                       |           |
| Plaats              | Naam               | Ploeg                 | Tijd      |
| Roze trui           | João Almeida       | Deceuninck–Quick-Step | 35u35'50" |
| 2                   | Wilco Kelderman    | Team Sunweb           | + 30"     |
| 3                   | Peio Bilbao        | Bahrain McLaren       | + 39"     |
| 4                   | Domenico Pozzovivo | NTT Pro Cycling       | + 53"     |
| 5                   | Vincenzo Nibali    | Trek-Segafredo        | + 57"     |
| 6                   | Jakob Fuglsang     | Astana Pro Team       | + 1'01"   |
| 7                   | Harm Vanhoucke     | Lotto Soudal          | + 1'02"   |
| 8                   | Patrick Konrad     | BORA-hansgrohe        | + 1'11"   |
| 9                   | Jai Hindley        | Team Sunweb           | + 1'15"   |
| 10                  | Rafał Majka        | BORA-hansgrohe        | + 1'17"   |

## Opgaves
- Rudy Barbier (Israel Start-Up Nation): Niet gestart wegens maagproblemen
- Pavel Kotsjetkov (CCC Team): Afgestapt tijdens de etappe

1e etappe ·
2e etappe ·
3e etappe ·
4e etappe ·
5e etappe ·
6e etappe ·
7e etappe ·
8e etappe ·
9e etappe ·
10e etappe ·
11e etappe ·
12e etappe ·
13e etappe ·
14e etappe ·
15e etappe ·
16e etappe ·
17e etappe ·
18e etappe ·
19e etappe ·
20e etappe ·
21e etappe
Startlijst · Eindstanden · Afbeeldingen